# Coronella (zoologia)
Coronella Laurenti, 1768 è un genere di serpenti della famiglia dei Colubridi.

## Tassonomia
Il genere comprende le seguenti specie:
- Coronella austriaca Laurenti, 1768 - colubro liscio
- Coronella brachyura (Günther, 1866)
- Coronella girondica (Daudin, 1803) - colubro di Riccioli